# Symfoni nr 10 (Sjostakovitj)
Symfoni nr 10 i e-moll är den första symfoni som Dmitrij Sjostakovitj skrev efter Stalins död. Den framfördes första gången 1953, när den skrevs är oklart. Den består av 4 satser:
- 1. sats Moderato (E-moll)
- 2. sats Allegro (Bb-moll)
- 3. sats Allegretto (C-moll)
- 4. sats Andante/Allegro (B-moll/E-dur)

## Återkommande teman
Symfonin innehåller kompositörens eget tema, tonerna D-Eb-C-B, eller D-(för Dmitrij)S-C-H(för Schostakovich). Detta tema återkommer många gånger i den tredje satsen. Där finns även ett annat tema för en flicka som kompositören brevväxlade med, Elmira, där han blandar latinska och germanska tonnamn (E La Mi Re A). Tonerna är E-A-E-D-A och spelas på horn. Dessa två teman är i början helt skilda åt och spelas i olika tempon, men mot slutet möts dessa två och det blir ett dramatiskt klimax. Allra sist spelas dessa två teman tillsammans med trummor, och enligt vissa skall detta föreställa Elmiras död. I den fjärde satsen är Elmira-temat helt utelämnat, och till en början även kompositörens tema, fram till mot slutet då hela orkestern brister ut i temat i ett klimax. Fram till slutet hörs temat spelas på olika instrument, tills kompositionen landar i det slutgiltiga E-dur-ackordet. Allra sist spelas temat på pukor.
Kompositören har även lagt till några andra återkommande fenomen mellan satserna. Sats 1, 2 och 3 börjar samtliga med tonerna 1-2-3 i skalan. I sats 3 kan man höra en moll-variant av introt från sats 1. I sats 4, precis före klimaxet, hörs 1-2-3-temat från sats 2.